# Къванч Татлъту
Къванч Татлъту (на турски: Kıvanç Tatlıtuğ) е турски актьор, модел, баскетболист, посланик на добра воля на УНИЦЕФ и носител на много престижни награди. 
Къванч печели конкурси за „Най-добър модел на Турция“ и за „Най-добър модел в света“. Награждаван е три пъти със „Златна пеперуда“ за най-добър актьор.  Удостоен е и с приза мъж – най-добър актьор – на годината 2016 на GQ. Като една от най-популярните личности в родината си, восъчната фигура на Къванч е поставена в музея на Мадам Тюсо в Истанбул.

## Биография
Къванч Татлъту е роден на 27 октомври 1983 година в Адана, Турция.  Името Къванч означава „гордост“, а Татлъту е смесица от думите tatlı (сладък) и tuğ (герб на старата турска символика). Баща му Ердем, по бащина линия е югославянин , а майка му Нуртен е от Одрин. Има двама братя: Джем и Тугай, и две сестри: Ипек и Мелиса – по-малка от него. Къванч учи в лицей в Адана и играе баскетбол.  През 1997 г., поради влошаване здравословното състояние на баща му и неотложната нужда от лечение, семейството се мести в Истанбул. Къванч продължава образованието си и развива баскетболната си кариера в „Юлкерспор“, „Бешикташ“ и „Фенербахче“.
Къванч започва кариера на модел, насърчен от майка си, която изпраща негови снимки в модни агенции.  През 2002 г. печели конкурса „Най-добър модел на Турция“. По-късно през същата година участва в конкурса „Най-добър модел в света“ и победата му донася световна известност. Като награда получава договор за година и половина с парижката агенция „Success“ и заминава за Франция. 
Връщайки се в Турция, получава предложение да се снима в сериал. След известно колебание и притеснение приема ролята на Мехмет в сериала „Перла“.  По-късно продължава образованието си в специалност „Театър и кино“ на факултета по „Изкуство и дизайн“ в Истанбулския Университет за култура
От 2002 г. Къванч има връзка с Мис свят 2002 – Азра Акън. След прекъсвания в 2008 г.  и 2011 г.,  през 2013 г.  се разделят окончателно.
На 19 февруари 2016 г. Татлъту сключва брак със стилистката Башак Дизер. 
През лятото на 2018 г. Къванч и Башак участват доброволно в спасяването на 64 малки костенурки от природозащитения вид „Caretta Caretta“. 

## Кариера

### Баскетбол
Къванч играе в Адана баскетбол в различни клубовете. След това получава оферта от истанбулския „Юлкерспор“, където играе 2 години. В Истанбул Татлъту играе още една година в „Бешикташ“ и една година във „Фенербахче“. Завършва баскетболната си кариера в „Бешикташ“, поради контузия по време на тренировка. 

### Модел
Къванч печели конкурси за „Най-добър модел на Турция“. 
През октомври 2002 г. е избран за най-добър модел на планетата на конкурс, проведен на Хавайските острови.
След конкурса получава договор и работи година и половина с Парижката агенция „Success“. 
Татлъту се снима в много реклами на известни компании, сред които са Mavi  и Coca-Cola 

### Актьор
През 2005 г. Къванч получава първата си роля в сериала „Перла“, където си партнира със Сонгюл Йоден, Екрем Бора Гюнгьор Байрак. Снимките и излъчването продължават до 2007 г., а Татлъту набира опит и голяма популярност като актьор. 
В 2007 г. се снима в първия си филм „Американци в Черно море 2“ на режисьора Картал Тибет. 
От 2007 до 2008 г. Къванч играе в сериала „Двама завинаги“ заедно с Седеф Авджъ, Йълдъз Кюлтюр, Мурат Далтабан.  Оттук започва и сътрудничество му с продуцентската компания Ай Япъм и сценаристките Едже Йоренч и Мелек Генчоглу.
От 2008 до 2010 г. Татлъту продължава кариерата си в един от най-нашумелите сериали „Забраненият плод“ , където си партнира с Берен Саат, Селчук Йонтем, Хазал Кая, Небахат Чехре, Зерин Текиндор. За пръв път Къванч се среща и с режисьорката Хилал Сарал. През 2009 г. заедно с Берен Саат получават първите си награди „Златна пеперуда“ за ролите на Бихтер и Бехлюл.
През 2010 г. Къванч е поканен, като звезда в представлението на американския мюзикъл „Брилянтин“, където показва и певческите си умения в ролята на Ангелът на младостта“. В същата година озвучава ролята на Кен в анимационния филм „Играта на играчките 3“ 
В края на 2010 г. Къванч се преобразява до неузнаваемост за ролята на Секиз и участва, като гост актьор, в легендарния сериал „Езел“. 
От 2011 г. до 2013 г. Къванч се снима в сериала „Север Юг“ и си партнира с Йойкю Карайел, Бура Гюнсой, Баде Ишчил, Ръза Коджаоглу, Зерин Текиндор, Хазар Ергючлю. За ролята на Кузей получава за втори път в творчеството си „Златна пеперуда“ 
През 2013 г. Татлъту отново се преобразява до неузнаваемост за филма „Сънят на пеперудата“. Къванч играе заедно с Мерт Фърат, Белчим Билгин, Фарах Зейнеп Абдуллах и със самия режисьор и сценарист на филма Йълмаз Ердоган. 
Кариерата на Къванч в 2014 г. е белязана с ролята му на Курт Сеит Еминоф в „С Русия в сърцето“. Първите шест серии се снимат в Санкт Петербург, а след това снимките продължават в Истанбул. Партнират му Фарах Зейнеп Абдуллах, Биркан Сокулу, Фахрие Евджен, Ушан Чакър, Зерин Текиндор. 
След известна почивка, Къванч с още по-голямо майсторство изпълва екрана през 2016 г. в сериала „Искрите на отмъщението“. Сериалът печели наградата за най-добра поредица на международния фестивала в Сеул. 
В края на 2017 г. Къванч се снима във филма „Хайде сине“. Партнира си с малкия и талантлив Алихан Тюркдемир, Бюшра Девели, Юксел Ертен, Йълдъз Кюлтюр. Драмата преминава с голям успех по екраните в следващата година. 
През 2018 г. Татлъту се снима в комедията на Иълмаз Еррдоган „Организирани работи 2“(„Organize Isler 2“). 
Премиерата и пускането на филма в киносалоните в началото на февруари 2019 г. предизвикват голям интерес, най-вече към неузнаваемия комедиен образ, който пресъздава Къванч. 
В периода 2018 г. – 2019 г. Къванч продължава кариерата си отново в главна роля в серила „Ирония на съдбата“, с режисьор Улуч Байрактар и по сценария на Али Айдън. Авторитетно жури на вестник „Хюриет“ удостоява Татлъту със званието най-добър актьор за годината и акцентира на майсторското му изпълнение в ролята на Кадир Адалъ.  На международния фестивал в Сеул поредицата е удостоена със сребърна награда за най-добра драма. 

## Филмография

### Филми
| Година | Заглавие                  | Роля                          |
| ------ | ------------------------- | ----------------------------- |
| 2007   | Американци в Черно море 2 | Музафер главна роля           |
| 2010   | Играта на играчките 3     | Кен глас                      |
| 2013   | Сънят на пеперудата       | Музафер Таюп Услу главна роля |
| 2018   | Хайде сине                | Али главна роля               |
| 2019   | Организирани работи 2     | Саръ Сарухан главна роля      |

### Сериали
| Година      | Заглавие               | Роля                           |
| ----------- | ---------------------- | ------------------------------ |
| 2005 – 2007 | Перла                  | Мехмет Шадоолу главна роля     |
| 2006        | Младата вещица         | себе си гост актьор            |
| 2007 – 2008 | Двама завинаги         | Халил Туулу главна роля        |
| 2008 – 2010 | Забраненият плод       | Бехлюл Хазнедар главна роля    |
| 2010        | Езел                   | Секиз гост актьор              |
| 2011 – 2013 | Север Юг               | Кузей Текиноолу главна роля    |
| 2014        | С Русия в сърцето      | Курт Сеит Еминоф главна роля   |
| 2016 – 2017 | Искрите на отмъщението | Джесур Алемдароулу главна роля |
| 2018 – 2019 | Ирония на съдбата      | Кадир Адалъ главна роля        |
| 2023 - 2024 | Семейство              | Аслан Сойкан главна роля       |

### Интернет филми и сериали
| 2021 | В нощта                               | Арман  |
| 2022 | История на подводницата Yakamoz S-245 | Арман  |
| 2022 | Празникът на влюбените                | Юсуф   |
| 2023 | Задушаваща хватка                     | Йалън  |
| 2023 | Последно повикване за Истанбул        | Мехмет |

### Реклами
Къванч се снима за известни рекламни списания, като Marie Claire, ELLE, Vogue, GQ, L'Officiel.

Татлъту е един от най-търсените за рекламните клипове на световноизвестни марки.

 През 2018 г. удостоен с отличието най-добро рекламно лице с рекламите на Mavi. 
| Година      | Марка            |
| ----------- | ---------------- |
| 2008        | Royal Ceramic    |
| 2008        | DOVE             |
| 2008        | Vestel           |
| 2010        | Head & Shoulders |
| 2010        | Turkish Airlines |
| 2010 –      | Mavi             |
| 2011 – 2012 | Yedigun          |
| 2011 – 2013 | TW Steel         |
| 2012        | Magnum           |
| 2013 – 2016 | Akbank           |
| 2017 – 2018 | Coca-Cola        |
| 2021        | Finish           |
| 2022        | Mercedes-EQ      |
| 2023        | Molfix           |
| 2024        | Blade            |
| 2024        | Hepsiburada      |

## Награди
| Година | Награда                                        | Категория                                     | Филм/Сериал                    |
| ------ | ---------------------------------------------- | --------------------------------------------- | ------------------------------ |
| 2002   | Best Model of Turkey                           | Най-добър модел на Турция                     |                                |
| 2002   | Best Model of the World                        | Най-добър модел в света                       |                                |
| 2009   | Galatasaray Üniversitesi                       | Най-добър актьор                              | Забраненият плод               |
| 2009   | İstek Özel Semiha Şakir Lisesi                 | Най-добър актьор                              | Забраненият плод               |
| 2009   | İstanbul Aydın Üniversitesi                    | Най-добър актьор                              | Забраненият плод               |
| 2009   | Beykent Üniversitesi                           | Най-добър актьор                              | Забраненият плод               |
| 2009   | Altın Kelebek Ödülleri                         | Най-добър актьор                              | Забраненият плод               |
| 2010   | Elle Style Ödülleri                            | Най-стилен актьор                             | Забраненият плод               |
| 2011   | Yıldız Teknik Üniversitesi                     | Най-добър актьор                              | Север Юг                       |
| 2011   | Radyo Televizyon Gazetecileri Derneği          | Най-добър актьор                              | Север Юг                       |
| 2012   | Galatasaray Üniversitesi İşletme Kulübü        | Най-добър актьор в сериал                     | Север Юг                       |
| 2012   | Altın Kelebek Ödülleri                         | Най-добър актьор                              | Север Юг                       |
| 2012   | ROTABEST Ödülleri                              | Най-добър актьор в сериал                     | Север Юг                       |
| 2012   | Esenler Belediyesi                             | Най-добър актьор в сериал                     | Север Юг                       |
| 2012   | Burç Anadolu İletişim Meslek Lisesi Ödülleri   | Най-добър актьор                              | Север Юг                       |
| 2012   | Quality of Magazine                            | Най-добър актьор                              | Север Юг                       |
| 2012   | Çanakkale Onsekiz Mart Üniversitesi            | Най-харесван актьор                           | Север Юг                       |
| 2012   | Altın Objektif Ödülleri                        | Най-добър драматичен актьор                   | Север Юг                       |
| 2012   | Yıldız Teknik Üniversitesi                     | Най-харесван актьор                           | Север Юг                       |
| 2013   | ITÜ EMÖS Başarı Ödüllerii                      | Най-успешен актьор                            | Север Юг                       |
| 2013   | Yeditepe Üniversitesi Dilek Ödülleri           | Най-добър актьор                              | Север Юг                       |
| 2013   | TelevizyonDizisi En İyiler Ödülleri            | Най-добър актьор                              | Север Юг                       |
| 2013   | Altın Objektif Ödülleri                        | Най-добър филмов актьор                       | Сънят на пеперудата            |
| 2013   | Sadri Alışık Sinema ve Tiyatro Oyuncu Ödülleri | Най-харесван актьор                           | Сънят на пеперудата            |
| 2013   | MEF Lisesi Yılının Fark Yaratan Ödülleri       | Най-добър и различен актьор                   | Сънят на пеперудата            |
| 2014   | Milliyet Sanat Dergisi Okurları                | Най-добър актьор                              | Сънят на пеперудата            |
| 2014   | Sinema Yazarları Derneği Ödülleri              | Най-добър актьор                              | Сънят на пеперудата            |
| 2016   | GQ Türkiye Ödülleri                            | Най-добър и стилен актьор на годината         | Искрите на отмъщението         |
| 2017   | TelevizyonDizisi En İyiler Ödülleri            | Най-добра двойка (Джесур – Сюхан)             | Искрите на отмъщението         |
| 2017   | Sayidaty dergisi                               | Най-добър актьор                              | Искрите на отмъщението         |
| 2017   | Seul Uluslararası Drama Ödülleri               | Най-добър сериал                              | Искрите на отмъщението         |
| 2017   | Altın Kelebek Ödülleri                         | Създател на чудеса Специална награда          | За цялостно творчество         |
| 2018   | İstanbul Kültür Üniversitesi                   | Най-харесван филмов актьор                    | Хайде сине                     |
| 2018   | Bosphorus Ödüllerinin                          | Най-добър актьор                              | Хайде сине                     |
| 2018   | DORinsight (Müzik ve TV)                       | Най-добър актьор                              | Сблъсък                        |
| 2018   | GQ Türkiye Ödülleri                            | Най-добър филм                                | Организирани работи 2          |
| 2018   | Yıldız Teknik Üniversitesi                     | Най-харесван актьор                           | Сблъсък                        |
| 2019   | Galatasaray Üniversitesi                       | Най-добър телевизионен и кино актьор          | Сблъсък Хайде сине             |
| 2019   | Sadri Alışık Tiyatro ve Sinema Oyuncu Ödülleri | Най-добър комик                               | Организирани работи 2          |
| 2019   | Seul Uluslararası Drama Ödülleri               | Най-добър драматичен сериал                   | Сблъсък                        |
| 2019   | Altın Objektif Ödülleri                        | Най-добър комик в най-добра комедия           | Организирани работи 2          |
| 2019   | Yıldız Teknik Üniversitesi                     | Най-добър актьор в сериал                     | Сблъсък                        |
| 2021   | Altın Objektif Ödülleri                        | Проект на годината за социална отговорност    | Земеделието е нашето бъдеще    |
| 2021   | Bütünleşik Pazarlama Ödülleri                  | Мъжко рекламно лице на годината               | Финиш, Мави                    |
| 2023   | CINEMA - Venezia80/ Premo Kineo                | Най-добър главен актьор в международен сериал | С Русия в сърцето              |
| 2023   | Altın Kelebek Ödülleri                         | Най-добра двойка                              | Семейство                      |
| 2024   | Yıldız Teknik Üniversitesi                     | Най-добър филмов актьор                       | Последно повикване за Истанбул |
| 2024   | ITÜ EMÖS Başarı Ödüllerii                      | Най-успешен актьор                            | Семейство                      |